# Sądeckie Zakłady Elektro-Węglowe
Sądeckie Zakłady Elektro-Węglowe „SZEW” – istniejące w okresie 1965–1991 w Nowym Sączu przedsiębiorstwo państwowe specjalizujące się w wytwarzaniu mas, elektrod węglowych, następnie elektrod grafitowych i katod węglowych dla przemysłu hutniczego.

## Historia
W 1960 w ramach eksperymentu sądeckiego rozpoczęto budowę Sądeckich Zakładów Elektro-Węglowych, które pięć lat później rozpoczęły masową produkcję. Początkowo wytwarzano masy i elektrody węglowe, a następnie elektrody grafitowe i inne wyroby drobne dla przemysłu hutniczego, stając się drugim co do wielkości produkcji producentem w kraju. Dla pracowników zakładu wybudowano w Nowym Sączu przy al. Wolności 10, blok mieszkalny nazywany powszechnie „biegonickim”.
W 1962 r., w celu ochrony przeciwpożarowej, utworzono Zakładową Zawodową Straży Pożarną przyporządkowaną operacyjnie Komendzie Zawodowej Straży Pożarnej, a z chwilą powstania w 1975 roku, Komendzie Wojewódzkiej Straży Pożarnych – realizując działania ratownicze na terenie zakładu i miasta. W latach 70. SZEW stał się częścią Zjednoczenia Przemyślu Rafineryjnego i Petrochemicznego „Petrochemia” w Krakowie. 
W 11 marca 1991 przeprowadzono prywatyzację przedsiębiorstwa i przekształcono je w jednoosobową spółkę Skarbu Państwa pod nazwą Polgraph SA. W 1993 88,9% akcji wykupił za długi Bank Handlowy w Warszawie. Pozostałe akcje nabyli pracownicy. 1 września 1995 głównym udziałowcem Polgraphu stał się światowy lider na rynku materiałów z węgla i grafitu, koncern SGL Carbon AG, który odkupił od Banku Handlowego SA większościowy pakiet akcji spółki (75%).
1 lipca 1996 roku spółka przyjęła nazwę SGL CARBON SA w Nowym Sączu, analogicznie do stosowanego w koncernie nazewnictwa. Z biegiem lat firma przeszła kurację odchudzającą. Urząd Miasta Nowego Sącza odkupił 60 arów, prywatna firma – przychodnię zakładową, sprzedano też inne budynki. 
W listopadzie 2017 spółka została sprzedana funduszowi inwestycyjnemu Triton Partners i w maju 2018 przyjęła nazwę COBEX Polska sp. z o.o.
Obecnie produkuje m.in. elektrody grafitowe do łukowych pieców stalowniczych, węglowe, półgrafitowe i grafitowe bloki katodowe do produkcji aluminium, węglowe, półgrafitowe i grafitowe wykładziny do wielkich pieców i pieców elektrycznych.

### Nazwa
- Sądeckie Zakłady Elektro-Węglowe (1965–1991)
- POLGRAPH S.A. (1991[10]–1996)
- SGL CARBON S.A (1996–2018)
- COBEX Polska Sp. z o.o. (2018–obecnie) oraz SGL Graphite Solutions Polska Sp. z o.o. (2018-obecnie)